# 半岛角蟾属
半岛角蟾属（学名：Grillitschia），是无尾目角蟾科角蟾亚科的一个属，分布于东南亚马来半岛地区。拉丁属名源自奥地利学者布里塔·格里利奇（Britta Grillitsch）和海因茨·格里利奇（Heinz Grillitsch）的姓氏，以表彰他们在两栖动物，特别是蝌蚪方面的研究工作。

## 物种
截止2023年5月，Amphibian Species of the World（ASW）收录本属2种：
- 霹雳角蟾 Grillitschia aceras (Boulenger, 1903)
- 长肢角蟾 Grillitschia longipes (Boulenger, 1886)